# Ost-West-Friedenskirche

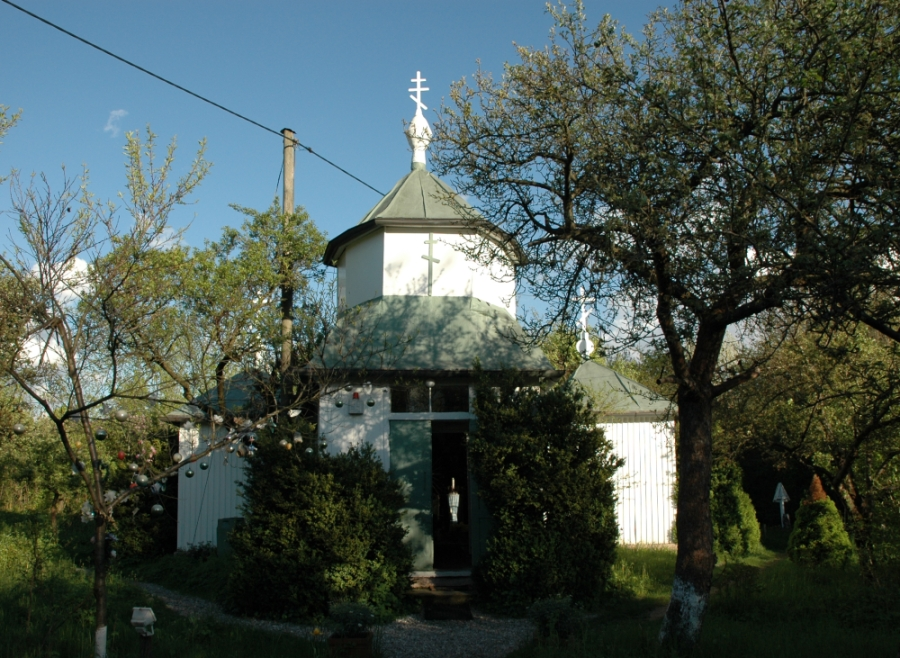
Ost-West-Friedenskirche

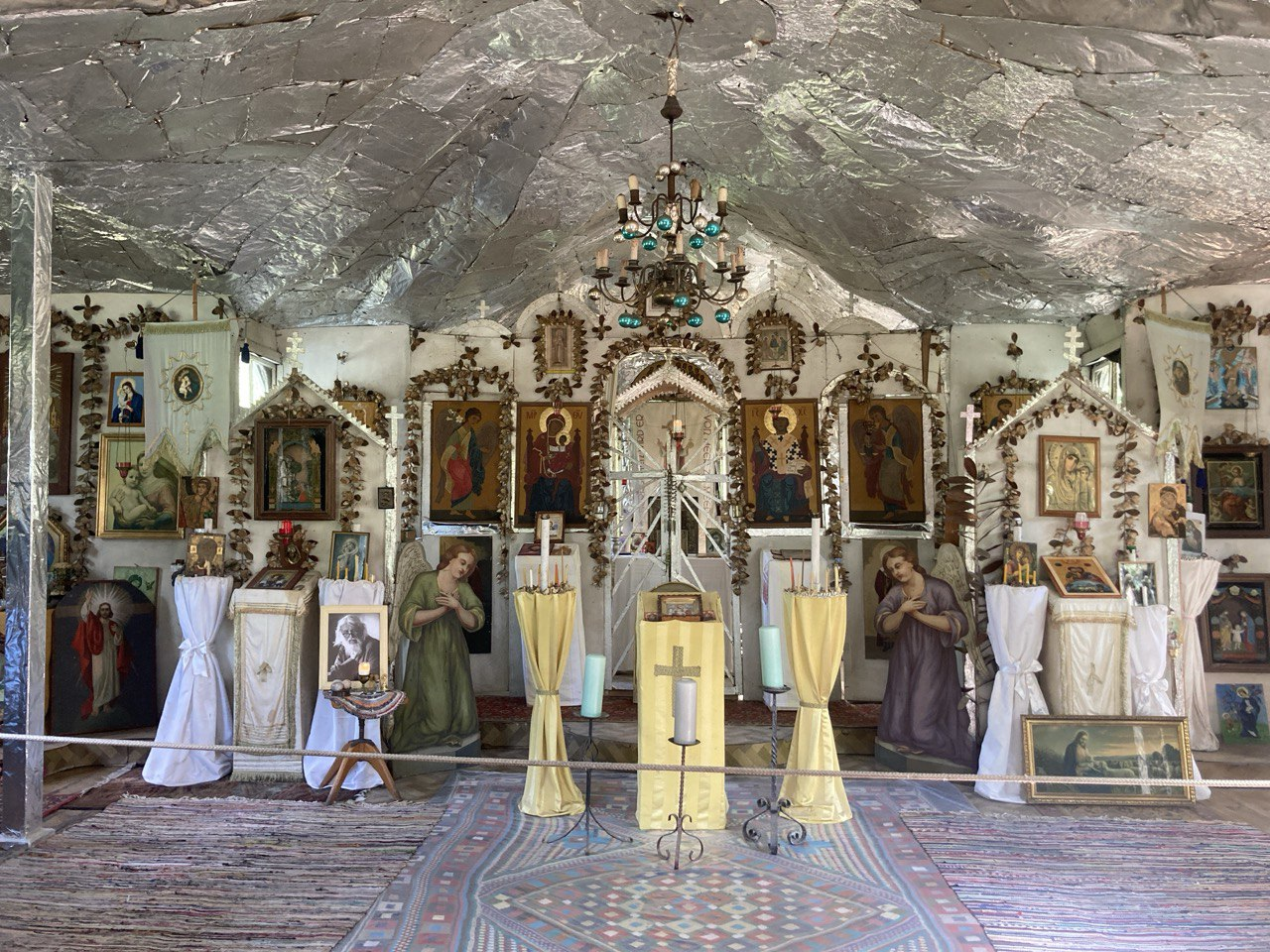
Interieur der Ost-West-Friedenskirche am 9. Juni 2023

Die Ost-West-Friedenskirche, auch bekannt als Kirche von Väterchen Timofej, war eine Kirche im Münchner Olympiapark. Sie wurde in den 1950er Jahren vom russischen Eremiten Timofei Wassiljewitsch Prochorow ohne Baugenehmigung direkt neben einer ebenfalls selbst errichteten Wohnhütte erbaut. Die Kirche wurde im Juni 2023 durch ein Feuer vollständig zerstört.

## Lage
Die Kirche befand sich im Münchner Stadtbezirk Neuhausen-Nymphenburg auf dem Areal Oberwiesenfeld, südlich des Olympiasees, am Spiridon-Louis-Ring 100.

## Geschichte
Während des Zweiten Weltkriegs hatte Timofej nach eigenen Aussagen eine Marienvision, in der er den Auftrag erhielt, von Russland gen Westen zu ziehen, um dort eine Kirche zu errichten. Auf seiner Reise lernte er 1944 seine spätere Frau Natascha in Wien kennen. 1952 zog er nach einer weiteren Vision nach München. In einer dritten Vision erhielt Timofej den Auftrag, eine Kirche am Oberwiesenfeld zu errichten, woraufhin er die Kirche und das Haus aus Teilen des Trümmerschutts erbaute.
Nach der Fertigstellung bot Timofej sein Kirchengebäude sowohl der katholischen als auch der russisch-orthodoxen Kirche als Gotteshaus an. Die jeweils Verantwortlichen lehnten das Angebot jedoch ab, da die Katholiken zu viele Elemente der Orthodoxen im Bauwerk sahen und die Orthodoxen wiederum zu viele katholische. Daraufhin feierte Timofej selbst dort die Liturgie. Die Sakramente der Taufe und Ehe spendete er nicht, sondern verwies auf katholische oder orthodoxe Priester.
Als 1968 Pläne für die Olympischen Spiele 1972 gemacht wurden, war der Platz der Kirche als Teil des Olympiageländes vorgesehen. Die illegal errichtete Kirche und das Wohnhaus sollten dafür abgerissen werden und Timofej sollte mit seiner Frau in eine Stadtwohnung ziehen. Nach Protesten aus der Bevölkerung und zu Gunsten des vorolympiadischen Friedens wurde das Olympiagelände weiter nördlich geplant, so dass die Kirche erhalten blieb.
Das Gelände wurde später von Münchens Oberbürgermeister Christian Ude als „charmantester Schwarzbau Münchens“ bezeichnet. Die 2002 gegründete Stiftung Ost-West-Friedenskirche e. V. unter dem Vorsitz von Serge Kaiser setzt sich für Erhalt und Pflege des Geländes von Timofej ein. Timofejs Wohnhaus wurde nach dessen Tod 2004 im Alter von 110 Jahren zum Museum umgestaltet. Um das Gelände der Ost-West-Friedenskirche herum findet das jährliche Tollwood-Sommerfestival statt.

## Kirchenbrand
Am 11. Juni 2023 brannte die Kirche vollständig nieder. Als Brandursache wurde das „Vorliegen eines technischen Defekts in der verbauten Elektronik im Inneren des Kirchenhauses“ angegeben.
Der frühere Münchner Oberbürgermeister Christian Ude sprach sich noch am Tag des Brandes für den Wiederaufbau der Ost-West-Friedenskirche als einem Symbol der Friedenshoffnung aus. Im August 2024 gab Christian Ude bekannt, dass der Wiederaufbau 2025 erfolgen könne und weniger Probleme mache, als zunächst angenommen.
Anfang 2025 begannen die Vorarbeiten zum Wiederaufbau und das abgebrannte Gebäude wurde abgetragen. Dabei kamen unter anderem Devotionalien sowie mehrere 10.000 DM in Scheinen und Münzen zum Vorschein.